# .gw
.gw là tên miền quốc gia cấp cao nhất (ccTLD) của Guiné-Bissau.